# EpiVacCorona
EpiVacCorona (in russo ЭпиВакКорона?) è un vaccino peptidico monocomponente contro COVID-19, sviluppato presso il Centro nazionale di ricerca in virologia e biotecnologie VEKTOR, a Kol'covo, la cui registrazione è iniziata il 17 settembre 2020 e il 30 del mese è stato registrato al Federal Service for Intellectual Property.
La prima e la seconda fase delle sperimentazioni cliniche sono state condotte da luglio a settembre 2020 su 100 volontari, dimessi dall'ospedale l'8 settembre. Tutti i soggetti hanno completato 23 giorni in ospedale per il monitoraggio, mentre la terza fase degli studi clinici dovrebbe essere condotta da novembre su 30 000 soggetti dopo il rilascio aggiuntivo del vaccino.
Le donne e i bambini sono esclusi dalla sperimentazione pre-registrazione.
Secondo il Vektor, il vaccino richiederebbe dosi di richiamo ogni tre anni.
Il 14 ottobre 2020 il Cremlino ha annunciato approvazione e utilizzo del vaccino.
Nel gennaio 2021 il Rospotrebnadzor (il Servizio federale per la vigilanza sui diritti e la salute del consumatore) ha dichiarato che il vaccino ha un'efficacia vicina al 100% nei soggetti testati.